# Aljava
Aljava – wieś w Estonii, w prowincji Sarema, w gminie Muhu.